# 柏崎農業協同組合
柏崎農業協同組合（かしわざきのうぎょうきょうどうくみあい、略称:柏崎農協、愛称:JA柏崎）は、かつて存在し新潟県柏崎市に本店を置いていた農業協同組合。

## 沿革
- 2000年（平成12年）3月1日 - JA柏崎市・JA高柳町・JA小国・JA刈羽・JA西山町が広域合併構想実現第2号として設立。
- 2006年（平成18年）3月1日 - 農機、車輌、燃料、葬祭、店舗事業を、子会社であるジェイエイサービス柏崎に譲渡。
- 2010年（平成22年）6月 - 農産物直売所 愛菜館を開業。
- 2011年（平成23年）4月1日 - 米山山荘事業を、子会社であるジェイエイサービス柏崎に譲渡。
- 2012年（平成24年）9月 - 刈羽園芸サポートセンターを開設。
- 2018年（平成30年）2月16日 - 柏崎市認証米「米山プリンセス」が平成30年秋に販売開始[1]。
- 2023年（令和5年）2月1日 - 越後ながおか農業協同組合、越後さんとう農業協同組合、にいがた南蒲農業協同組合と合併し、「えちご中越農業協同組合」を発足。それに伴い、柏崎農業協同組合は消滅。

## 店舗・施設
| 店舗コード | 店舗名       | 所在地                       |
| ---------- | ------------ | ---------------------------- |
| 001        | 本店         | 新潟県柏崎市駅前1丁目3番22号 |
| 007        | 中央柏崎支店 | 柏崎市田中7番16号            |
| 014        | 東部田尻支店 | 柏崎市大字安田1510番地       |
| 040        | 小国支店     | 長岡市小国町法坂808番地1     |
| 050        | 刈羽支店     | 刈羽郡刈羽村大字刈羽445番地  |

| 事業所名                   | 所在地                        |
| -------------------------- | ----------------------------- |
| 高田よりそいプラザ         | 柏崎市大字新道3175番地        |
| 西中通よりそいプラザ       | 柏崎市大字劔938番6号          |
| 高柳よりそいプラザ         | 柏崎市高柳町岡野町1805番地4   |
| 西山よりそいプラザ         | 柏崎市西山町坂田361番地11     |
| 農産物直売所 愛菜館        | 柏崎市田中2番14号             |
| ローンセンター             | 柏崎市田中7番16号             |
| 不動産センター             | 柏崎市田中7番16号             |
| 中通デイサービスセンター   | 柏崎市曽地102番地             |
| 刈羽園芸サポートセンター   | 刈羽郡刈羽村大字刈羽4273番地1 |
| 南部営農センター           | 柏崎市大字新道3175番地        |
| 東部営農センター           | 柏崎市大字安田1524番地        |
| 小国営農センター           | 長岡市小国町法坂808番地の1    |
| 北部営農センター           | 刈羽郡刈羽村大字刈羽445番地   |
| 物流センター               | 柏崎市大字安田1524番地        |
| 精米所                     | 柏崎市大字藤井字西沖1503番地1 |
| 柏崎カントリーエレベーター | 柏崎市大字平井1630番地        |
| 柏崎ラック式ライスセンター | 柏崎市大字平井1663番地        |
| 枝豆出荷調製施設           | 柏崎市大字平井1663番地        |
| 高柳ライスセンター         | 柏崎市高柳町岡野町4661番地1   |
| 小国カントリーエレベーター | 長岡市小国町新町字仲田146番地 |
| 小国ライスセンター         | 長岡市小国町新町字仲田146番地 |
| 刈羽カントリーエレベーター | 刈羽郡刈羽村大字大塚80番地    |
| 西山ライスステーション     | 柏崎市西山町坂田5496番地1     |
| 籾殻炭化施設               | 柏崎市西山町坂田5495番地1     |
| 自動ラック式低温倉庫       | 柏崎市大字平井1630番地        |
| 堆肥センター               | 柏崎市大字東長鳥乙2910-1番地  |
| 綾子舞会館                 | 柏崎市大字女谷4529番地        |